# Vestre Drevskjæra
Vestre Drevskjæra est une île norvégienne du comté de Hordaland appartenant administrativement à Austevoll.

## Description
Il s'agit de rochers désertiques, à fleur d'eau, disséminés sur environ 146 m de longueur pour une largeur approximative de 40.